# Young Hitler
Young Hitler. A non-fiction novel (deutsch: Der junge Hitler. Ein Tatsachenroman) ist der englische Titel einer vom deutschen Film- und Buchautor Claus Peter Hant verfassten Nacherzählung von Adolf Hitlers erster Lebenshälfte, insbesondere der Zeit zwischen Hitlers 16. und 30. Lebensjahr. Ergänzt wird die Erzählung durch einen Sachbuchteil, der die Ergebnisse der aktuellen wissenschaftlichen Forschung auf diesem Gebiet zusammenfasst.
Die Form der Darstellung soll nach Sicht des Autors ermöglichen, von der Geschichtsschreibung noch nicht erfasste Aspekte der Charakterentwicklung Hitlers zu beschreiben. Hierbei stützt sich der Autor auf historische Quellen, die in einem 130 Seiten langen Appendix ausgewiesen sind. Young Hitler wurde 2010 von Quartet Books in London veröffentlicht.

## Zusammenfassung
Im ersten Teil des Buches gibt eine Erzählung die Jahre von 1907 bis 1918 wieder, die den jungen Adolf Hitler entscheidend geprägt haben, und in denen er als hungernder Künstler auf den Straßen und in den Obdachlosenasylen Wiens lebte, bis er 1914 als Kriegsfreiwilliger am Ersten Weltkrieg teilnahm. Nach dem Ende des Krieges kam Hitler 1919 in München mit der Thule-Gesellschaft in Kontakt, einem Geheimbund von Okkultisten, die eine politische Partei gegründet hatten: die Deutsche Arbeiterpartei (DAP). Mit der Übernahme der DAP durch Hitler, der die Partei in Nationalsozialistische Deutsche Arbeiterpartei umbenannte, endet die Erzählung. In einem Interview mit The Guardian sagte Autor Claus Hant, dass Young Hitler dort ende, von wo ab der Weg Hitlers zum „Führer und Reichskanzler“ aufs gründlichste erforscht sei. Die Geschehnisse nach 1920 seien in den zahlreichen Hitler-Biografien und anderen Publikationen ausführlich beschrieben. Was in den Biographien bisher nicht untersucht werde, sei die plötzliche Verwandlung des unbedeutenden Künstlers und Herumtreibers Hitler, der 1918/19 mit einem Schlag zu einem einflussreichen politischen Führer mutiere. Hant sagt, er habe diese folgenschwere Verwandlung bewusst ins Zentrum seiner Betrachtungen gestellt. Dieser entscheidende Wendepunkt in Hitlers Leben könne erst erklärt werden, seit die neuere und neueste Geschichtsforschung bislang unbekannte Fakten und Daten zutage gefördert habe.
Die zweite Hälfte des Buches besteht aus einem detaillierten Sachbuchteil. Hier sind die aktuellen Forschungsergebnisse zur frühen Geschichte Hitlers aufgelistet. Darüber hinaus enthält der Anhang Hants These, die die Hintergründe von Hitlers Aufstieg in einem neuen Licht erscheinen lassen.

## These
Im Mittelpunkt von Young Hitler steht die Frage, wie Hitler, ein Mann mit Volksschulabschluss, gesellschaftlich ungelenk, einfältig und humorlos, ein Mann ohne Geld und ohne hilfreiche Beziehungen innerhalb von nur wenigen Jahren eines der bedeutendsten Industrieländer der damaligen Zeit von Grund auf verändern konnte? Historiker wie Alan Bullock erklärten, dass sie nicht in der Lage seien, diese Frage befriedigend zu beantworten. Andere versuchten, der Frage auszuweichen oder haben komplexe Theorien über die speziellen Befindlichkeiten der Deutschen entworfen.
Hant geht davon aus, dass Hitler nicht so ungebildet gewesen sei, wie man bisher geglaubt habe. Neuere und neueste Forschungsergebnisse belegen, dass Hitler außergewöhnlich belesen war und dass er auf vielen Gebieten, insbesondere auch auf künstlerischem Gebiet, über weitreichende Kenntnisse verfügte. Hitlers außergewöhnlich gutes Gedächtnis habe ihm geholfen, seine Kenntnisse in einer Weise zu nutzen, die nicht nur den dumpfen Massen imponierte. Er war durchaus auch in der Lage, Eindruck auf hochgebildete Einzelpersonen an der Spitze der Gesellschaft zu machen. Der andere Teil der Antwort, die Hant für den Erfolg Hitlers liefert, ist noch überraschender: Hant zitiert Quellen, die belegen, dass Hitler davon überzeugt war, in besonderer Weise mit dem Göttlichen verbunden zu sein. Bei der Erforschung von Hitlers erster Lebenshälfte ist Hant auf den Moment gestoßen, an dem Hitlers Glaube an eine besondere Beziehung zum Göttlichen entstand. Hant zufolge hat Hitler den „deutschen Messias“ nicht nur gemimt. Nach einer vermeintlichen spirituellen Erfahrung war Hitler fest davon überzeugt, tatsächlich „der Auserwählte“ zu sein. Hitlers spektakulärer Erfolg habe auf seiner Überzeugungskraft beruht. Wolle man das Phänomen Hitler verstehen, müsse man das Selbstbild eines Mannes erkennen, der sich für auserwählt hielt. Öffentlich habe Hitler allerdings niemals verkündet, für wen er sich hielt. Um in einer vernunftbestimmten Welt ernst genommen zu werden, habe er sich in der Öffentlichkeit immer nur als „gewöhnlichen Politiker“ dargestellt. Die Organisation des Heiligenkultes, der um ihn entstand, habe er seinen Anhängern überlassen. Folgt man Hants These, dann sind sowohl Hitlers Persönlichkeit als auch seine Handlungen die Folge eines religiösen Wahns. Das würde eine grundlegende Korrektur unseres Hitlerbildes erforderlich machen. In einem Interview erklärte Hant: „Die derzeitige Lehrmeinung geht davon aus, dass diese Erklärungen [sich selbst als “Werkzeug der Vorsehung” zu bezeichnen] Lügen sind, die ihm [Hitler] halfen seinen eigenen Mythos zu befördern. Meine Untersuchungen führen zu einem anderen Ergebnis: wenn Hitler Derartiges sagte, dann sagte er etwas, wovon er selbst zutiefst überzeugt war. Die Vertreter der herrschenden Lehrmeinung sind Hitler auf den Leim gegangen und sind auf dessen Selbstdarstellung als rein weltlicher Führer hereingefallen. Das wurde bislang nicht erkannt und wir müssen erst lernen zu verstehen was das bedeutet.“

## Rezension
Spiegel-Rezensent Wolfgang Höbel bezeichnete Hants Buch als „brave Lehrstückstory in melodramatischem Gewand“. Ziemlich grotesk zur Schmonzette verrutscht dem Autor seine Story aber nicht zuletzt dadurch, dass der junge Herr H. von seinem Jugendfreund konsequent beim Kosenamen genannt wird: Adolf Hitler heißt hier durchgehend „Dolferl“. Der britische Autor Anthony Read fand Young Hitler dagegen „geistreich und fesselnd“
„The Guardian“ nannte Young Hitler mit Blick auf die dargestellten Thesen „eines der heißesten Bücher der Frankfurter Buchmesse“ und der „Sunday Express“ berichtete „ein explosives neues Buch stellt unsere Auffassung von Hitler auf den Kopf.“